# 정자 기증
정자 기증은 정자를 기증하는 일이다. 정자를 증여받아 출산한 사람과 준 사람이 연인이나 사실혼등의 밀접한 관계이 있었을 때에는, 기증자가 태어난 아이의 친부임이 인정되고 있다. 다른 경우에는 판례가 국가별, 상황별로 다르다.

## 같이 보기
- 정자은행